# Benzoilowanie
Benzoilowanie – reakcja chemiczna typu acylowania, polegająca na wprowadzeniu do związku grupy benzoilowej C
6H
5C(O)− (Bz), pochodnej kwasu benzoesowego. Nie należy mylić jej z grupą benzylową C
6H
5CH
2−.

## Reakcje
Odczynniki stosowane do benzoilowania to zazwyczaj chlorek benzoilu lub bezwodnik benzoesowy. W ich reakcji z alkoholami i fenolami powstają estry benzoesowe (benzoesany):
C
6H
5C(O)Cl + ROH → C
6H
5CO
2R + HCl
(C
6H
5CO)
2O + ROH → C
6H
5CO
2R + C
6H
5CO
2H
Benzoilowanie amoniaku i amin daje amidy kwasu benzoesowego – benzamidy. Użyty w acylowaniu Friedla-Craftsa podstawia związki aromatyczne do pochodnych benzofenonu, np.:
C
6H
5C(O)Cl + C
6H
6 → (C
6H
5)
2CO + HCl
Estry benzoesowe są stosowane jako grupy zabezpieczające w chemii organicznej.